# Орлі Зноймо
ХК Орлі Зноймо (чеськ. HC Orli Znojmo) — чеський хокейний клуб з міста Зноймо. Нині грає в лізі EBEL. Домашні матчі проводить на Гостан Арені.

## Історія
Заснований в 1933 році. До початку 90 грав в нижчих лігах Чехословаччини. З 1997 року виступав у Першій лізі Чехії. 

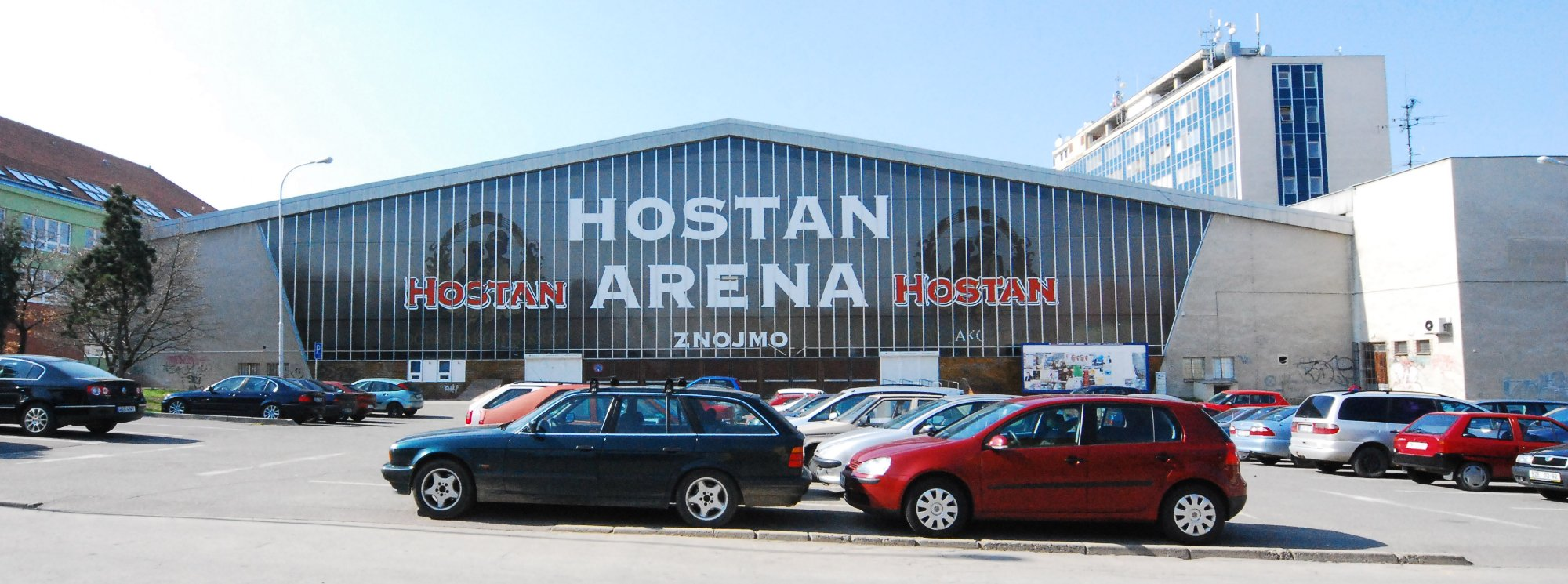
«Гостан Арена»

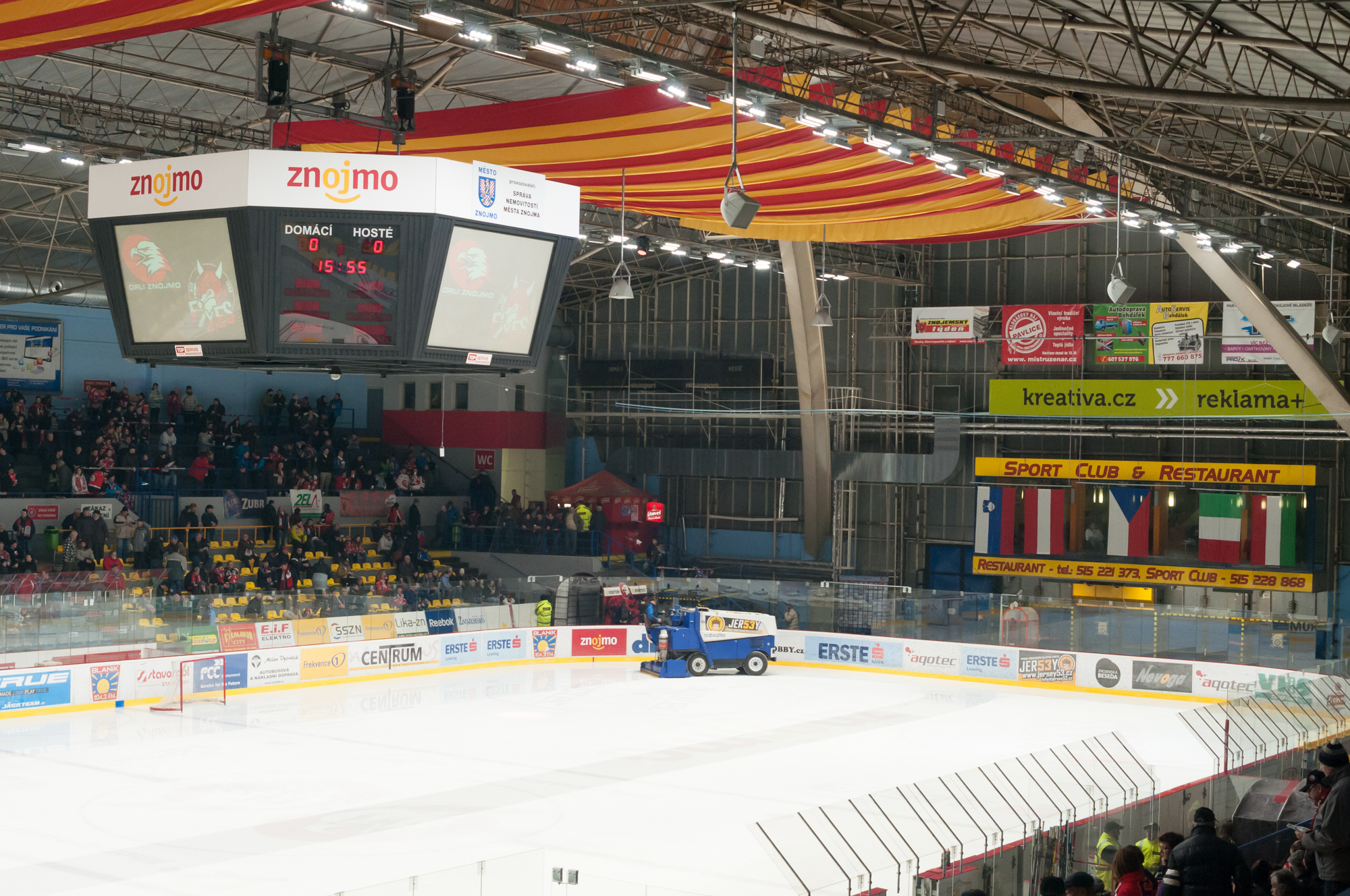
«Гостан Арена»

У 1999 році клуб дебютував в Чеській Екстралізі. Найбільше досягнення команди було в сезоні 2005/2006, коли "орли" дісталися до півфіналу. 
У 2009 році команда продала ліцензію на участь в Чеській екстралізі та відіграла два сезони в Першій лізі Чехії. 
У 2011 році клуб подав заявку на вступ до Австрійської хокейної ліги.

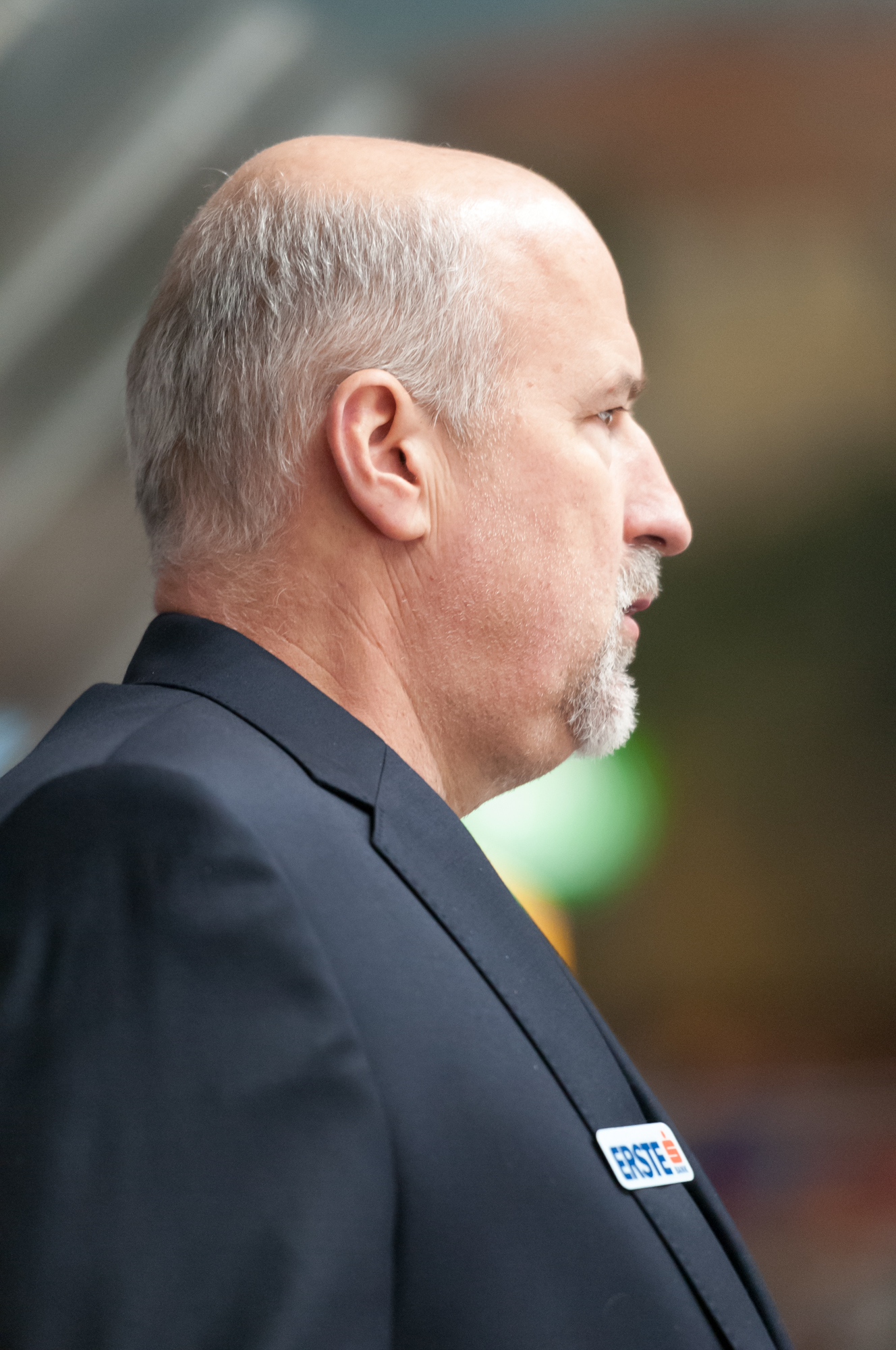
Тренер команди Іржі Режнар

## Колишні назви
- 1933 – TJ Sokol Znojmo (Tělovýchovná jednota Sokol Znojmo)
- 1993 – SK Agropodnik Znojmo (Sportovní klub Agropodnik Znojmo)
- 1997 – HC Excalibur Znojemští Orli (Hockey Club Excalibur Znojemští Orli)
- 2001 – HC JME Znojemští Orli (Hockey Club Jihomoravská energetika Znojemští Orli)
- 2006 – HC Znojemští Orli (Hockey Club Znojemští Orli)
- 2009 – Orli Znojmo

## Досягнення
Чеська екстраліга
- Півфінал: 2006

Перша чеська ліга
- Чемпіон: 1999
- Фіналіст: 1998

Друга чеська ліга
- Чемпіон: 1997

Південно-Моравська регіональна ліга
- Чемпіон: 1994

Австрійська хокейна ліга
- Чвертьфінал: 2012, 2013, 2014

## Відомі гравці
- Марек Біро
- Петер Пухер
- Їржі Допіта
- Марек Урам
- Карел Рахунек
- Патрік Еліаш
- Томаш Вокоун
- Браєн Бікелл